# Filistea

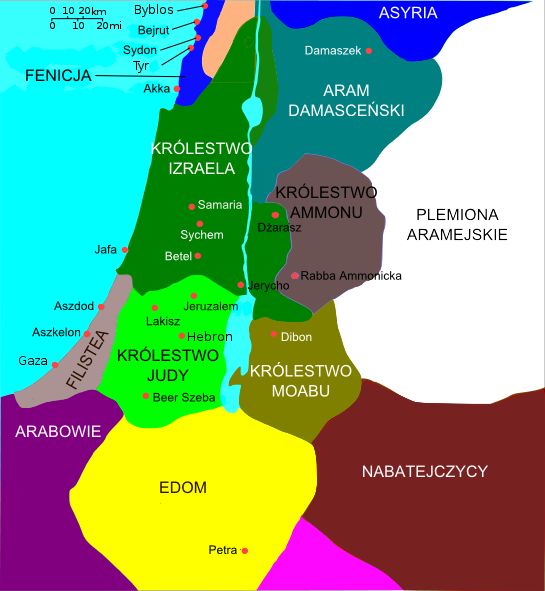
Współczesna mapa polityczna starożytnego Lewantu z ok. 830 p.n.e., gdzie obszar Filistei został oznaczony kolorem szarym

Filistea (hebr. פלשת) – obszar kontrolowany przez konfederację pięciu miast-państw filistyńskich (Ekron, Gaza, Gat, Aszkelon i Aszdod) w południowo-zachodnim Lewancie.

## Historia
Filistyni byli niesemickim narodem o nieustalonym dokładnie pochodzeniu. Zaliczali się do grupy określanej mianem Ludów Morza. W XII wieku p.n.e. osiedlili się na terenie Kanaanu. W 1150 p.n.e. zdobyli kananejskie miasto portowe Aszkelon, które następnie rozbudowali. Filistyni zasymilowali się z lokalną ludnością kananejską. W okresie pomiędzy XII a X wiekiem p.n.e. obszar wpływów filistyńskich obejmował tereny od dzisiejszego Tel Awiwu do Gazy. Ślady obecności Filistynów odnaleziono również w Hebronie i Jerozolimie.
Szacuje się, że w XII wieku p.n.e. ludność obszaru zajmowanego przez Filistynów wynosiła około 25 000, w kolejnym stuleciu wzrosła do 30 000. Początkowo ludem tym rządzili kolegialnie władcy zwani „seranim”, później każde z filistyńskich miast posiadało już własnego króla.
Pierwszą nie pochodzącą z Biblii historyczną wzmianką na temat Filistynów już po ich osiedleniu się na terenie Lewantu, jest asyryjski dokument z czasów króla Adad-nirari III, który szczycił się pobieraniem daniny od tego ludu. Miasta filistyńskie w VIII wieku p.n.e. zostały podporządkowane państwu nowoasyryjskiemu. W 711 p.n.e. armia asyryjska pod dowództwem króla Sargona II stłumiła skierowane przeciw władzy Asyrii powstanie i zdobyła miasto Aszdod, podczas tej samej kampanii prawdopodobnie Asyryjczycy zniszczyli również Gat. Swoją niezależność Aszkelon utrzymał aż do 604 p.n.e., kiedy to został zdobyty przez wojska babilońskie Nabuchodonozora II. Ludność miasta została następnie wysiedlona. Tym samym Filistyni znaleźli się pod panowaniem państwa nowobabilońskiego, później weszli w skład perskiego imperium Achemenidów. W III wieku p.n.e. ludność filistyńska uległa hellenizacji i zatraciła całkowicie swoją odrębność kulturową.
Nie ma żadnych dokumentów spisanych w języku filistyńskim, podobnie niewiele jest informacji na temat religii wyznawanej przez Filistynów (na podstawie źródeł biblijnych można przypuszczać, że przyjęli wierzenia kananejskie).